# Rudolf Düll
Rudolf Düll (* 28. August 1887 in Würzburg; † 13. November 1979 in München) war ein deutscher Jurist.

## Leben und Werk
Rudolf Düll war der Sohn des Justizvollzugsbeamten Luitpold Düll, der in Rebdorf bei Eichstätt eine Strafanstalt leitete, und der Berta geb. Weiß. In Eichstätt wuchs Rudolf Düll auf und besuchte dort das Gymnasium. Nach der Reifeprüfung studierte er an der Ludwig-Maximilians-Universität München Rechtswissenschaft, legte 1913 das zweite juristische Staatsexamen ab und wurde 1914 mit einer von Leopold Wenger betreuten Dissertation zum Dr. iur. promoviert.
Nach der Veröffentlichung seiner Promotionsschrift (1915) arbeitete Düll in der Landwirtschaftsverwaltung. 1927 erhielt er die Zulassung als Rechtsanwalt. Den Kontakt zur Wissenschaft verlor Düll nicht. Er nahm weiterhin an Leopold Wengers juristischem Seminar teil und habilitierte sich schließlich 1930 in München für die Fächer Römisches Recht, Bürgerliches Recht und Zivilprozessrecht. Seine Anwaltspraxis gab er 1932 auf, um sich ganz der akademischen Lehre und Forschung zu widmen. In der Zeit des Nationalsozialismus wurde Dülls Laufbahn mehrmals aus politischen Gründen behindert. Ein Ruf an die Universität Rostock 1939 wurde durch Eingreifen der NSDAP verhindert. 1942 kamen Berufungsverhandlungen mit der Karl-Ferdinands-Universität Prag zwar zum Abschluss, aber Dülls Ernennung wurde erneut durch die Partei abgelehnt. Auch den Titel „außerplanmäßiger Professor“ erhielt Düll erst nach langwierigen Verhandlungen (1937–1943).
Nach dem Ende des Zweiten Weltkriegs lehnte Düll einen Ruf an die Universität Würzburg ab, erstritt sich aber im Zuge der Wiedergutmachungspolitik die Einstufung als emeritierter Professor aufgrund der hintertriebenen Berufung nach Prag. Er lebte weiterhin in München und engagierte sich in zahlreichen wohltätigen Vereinen. Vor allem beteiligte er sich an der Neugründung des Deutschen Paritätischen Wohlfahrtsverbandes in Bayern und amtierte von 1948 bis 1963 als dessen erster Vorsitzender. Nach seinem Ausscheiden wurde er zum Ehrenvorsitzenden ernannt.
Von 1916 bis 1964 war Rudolf Düll mit seiner Cousine Hedwig Düll verheiratet.
Rudolf Dülls Forschungsschwerpunkte waren bürgerliches Recht, Zivilprozessrecht und die antike Rechtsgeschichte. Seine bekannteste Schrift ist die kommentierte zweisprachige Übersetzung des Zwölftafelgesetzes, die bis 1995 sieben Auflagen in vier Verlagen erfuhr.